# Anisy
Pour les articles homonymes, voir Anisy (homonymie).
Anisy est une commune française, située dans le département du Calvados en région Normandie, peuplée de 796 habitants.

## Géographie
Anisy est située au nord de Caen, à une dizaine de kilomètres du centre-ville ; on y accède par la route départementale 7 (partiellement à quatre voies). La source du Dan se trouve à la mare située au centre du bourg.
La commune est essentiellement rurale, mais tend à devenir une banlieue résidentielle de Caen avec la construction de lotissements.
| Anguerny, Colomby-sur-Thaon | Anguerny             | Mathieu          |
| Thaon, Cairon               | Anisy                | Mathieu          |
| Villons-les-Buissons        | Villons-les-Buissons | Cambes-en-Plaine |

### Hydrographie
La commune est située dans le bassin Seine-Normandie. Elle est drainée par le Dan,.
Le Dan, d'une longueur de 20 km, prend sa source dans la commune  et se jette  dans le canal de Caen à la mer à Blainville-sur-Orne, après avoir traversé huit communes. 

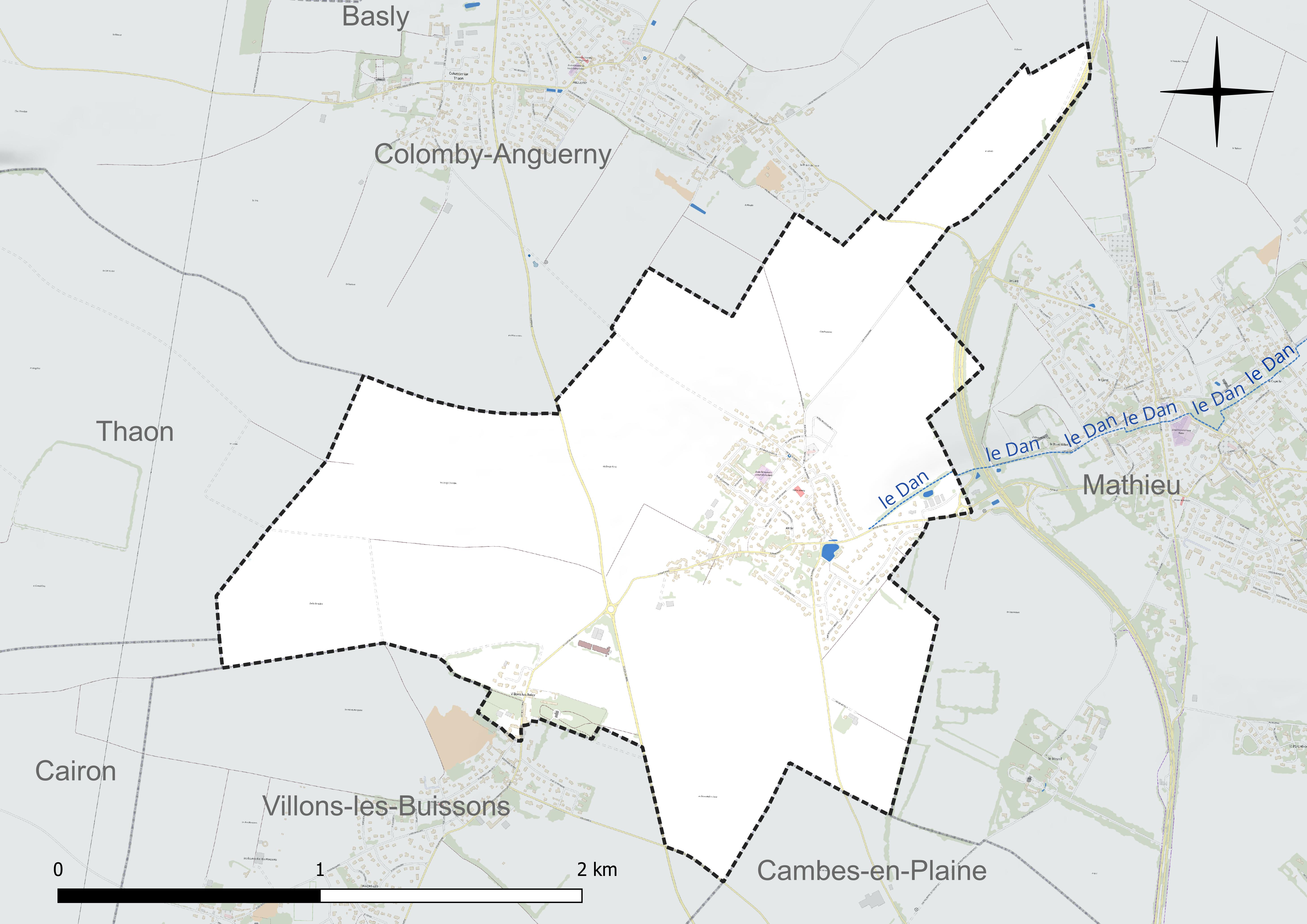
Réseau hydrographique d'Anisy.

### Climat
Pour des articles plus généraux, voir Climat de la Normandie et Climat du Calvados.
En 2010, le climat de la commune est de type climat océanique altéré, selon une étude du CNRS s'appuyant sur une série de données couvrant la période 1971-2000. En 2020, Météo-France publie une typologie des climats de la France métropolitaine dans laquelle la commune est exposée à un climat océanique et est dans la région climatique Normandie (Cotentin, Orne), caractérisée par une pluviométrie relativement élevée (850 mm/a) et un été frais (15,5 °C) et venté. Parallèlement le GIEC normand, un groupe régional d'experts sur le climat, différencie quant à lui, dans une étude de 2020, trois grands types de climats pour la région Normandie, nuancés à une échelle plus fine par les facteurs géographiques locaux. La commune est, selon ce zonage, exposée à un « climat des plateaux abrités », correspondant à la plaine agricole de Caen à Falaise, sous le vent des collines de Normandie et proche de la mer, se caractérisant par une pluviométrie et des contraintes thermiques modérées.
Pour la période 1971-2000, la température annuelle moyenne est de 10,8 °C, avec  une amplitude thermique annuelle de 12 °C. Le cumul annuel moyen de précipitations est de 670 mm, avec 11,7 jours de précipitations en janvier et 7,1 jours en juillet. Pour la période 1991-2020, la température moyenne annuelle observée sur la station météorologique la plus proche, située sur la commune de Carpiquet à 8 km à vol d'oiseau, est de 11,5 °C et le cumul annuel moyen de précipitations est de 740,3 mm,. Pour l'avenir, les paramètres climatiques de la commune estimés pour 2050 selon différents scénarios d'émission de gaz à effet de serre sont consultables sur un site dédié publié par Météo-France en novembre 2022.

## Urbanisme

### Typologie
Au 1er janvier 2024, Anisy est catégorisée ceinture urbaine, selon la nouvelle grille communale de densité à 7 niveaux définie par l'Insee en 2022.
Elle est située hors unité urbaine. Par ailleurs la commune fait partie de l'aire d'attraction de Caen, dont elle est une commune de la couronne,. Cette aire, qui regroupe 296 communes, est catégorisée dans les aires de 200 000 à moins de 700 000 habitants,.

### Occupation des sols
L'occupation des sols de la commune, telle qu'elle ressort de la base de données européenne d'occupation biophysique des sols Corine Land Cover (CLC), est marquée par l'importance des territoires agricoles (87,1 % en 2018), en diminution par rapport à 1990 (91,3 %). La répartition détaillée en 2018 est la suivante : 
terres arables (86,9 %), zones urbanisées (12,9 %), prairies (0,1 %). L'évolution de l'occupation des sols de la commune et de ses infrastructures peut être observée sur les différentes représentations cartographiques du territoire : la carte de Cassini (XVIIIe siècle), la carte d'état-major (1820-1866) et les cartes ou photos aériennes de l'IGN pour la période actuelle (1950 à aujourd'hui).

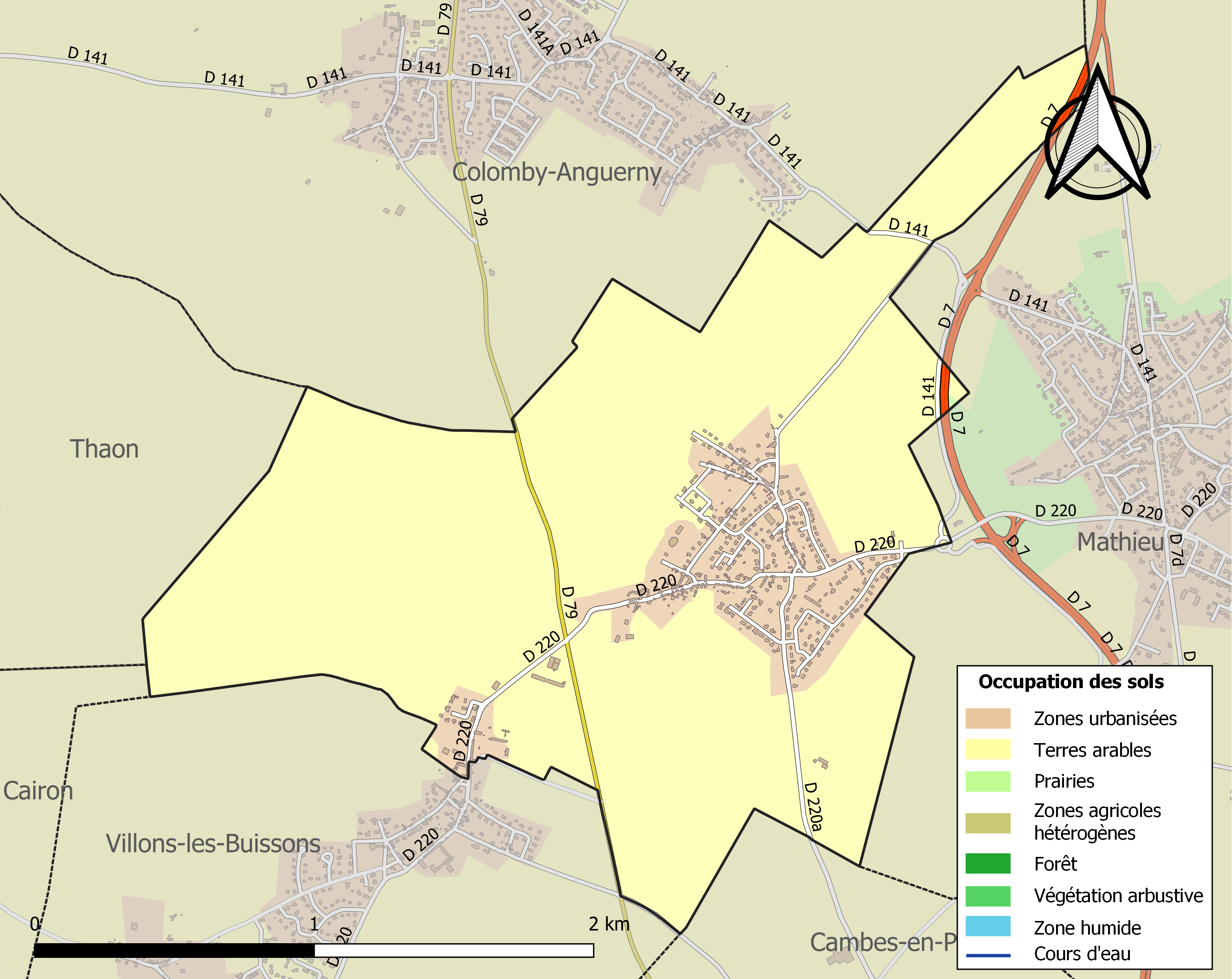
Carte des infrastructures et de l'occupation des sols de la commune en 2018 (CLC).

## Toponymie
Le nom de la localité est attesté sous les formes Anisie en 1155; Aniseium en 1198; Anisé en 1228; Anisy en 1309; Anizeium au XIVe siècle; Anyseium en 1368; Anysy en 1422; Anisi en 1453,.

## Histoire
La commune est fondée au XIe siècle par la famille d'Anisy.
Anisy est libérée dès le 6 juin 1944, au soir du débarquement de Normandie.

## Politique et administration

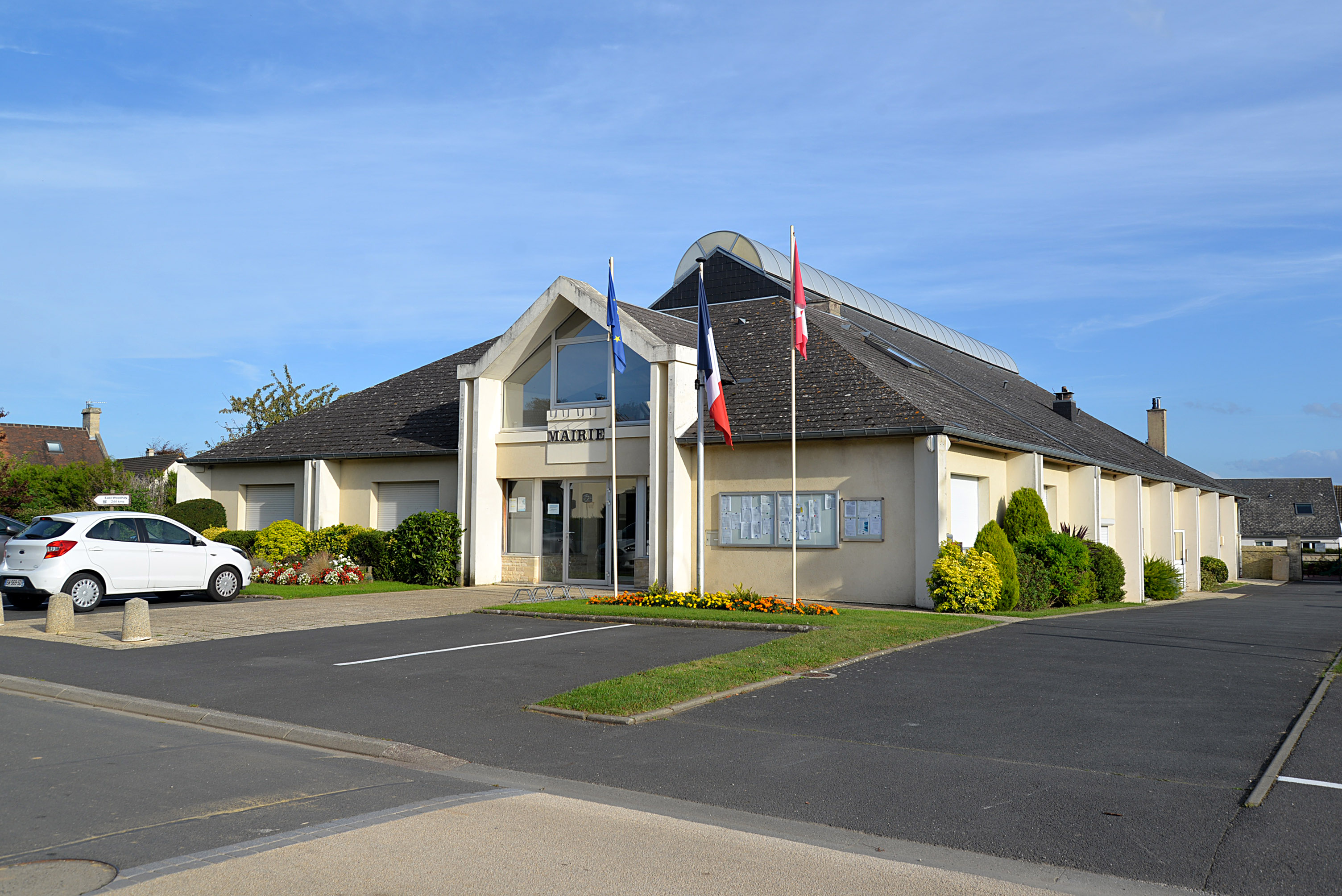
La mairie.

| Période                                  | Période   | Identité          | Étiquette | Qualité                         |
| ---------------------------------------- | --------- | ----------------- | --------- | ------------------------------- |
| ?                                        | juin 1995 | Michel Leparquier |           |                                 |
| juin 1995                                | mars 2001 | Daniel Armand     |           | Technicien en télécommunication |
| mars 2001                                | mars 2014 | Maurice Lambert   | SE        | Agriculteur éleveur (retraité)  |
| mars 2014                                | En cours  | Nicolas Delahaye  | SE        | Ingénieur territorial           |
| Les données manquantes sont à compléter. |           |                   |           |                                 |

## Démographie
Les habitants de la commune sont nommés les Anisiens.
L'évolution du nombre d'habitants est connue à travers les recensements de la population effectués dans la commune depuis 1793. Pour les communes de moins de 10 000 habitants, une enquête de recensement portant sur toute la population est réalisée tous les cinq ans, les populations de référence des années intermédiaires étant quant à elles estimées par interpolation ou extrapolation. Pour la commune, le premier recensement exhaustif entrant dans le cadre du nouveau dispositif a été réalisé en 2005.
En 2022, la commune comptait 796 habitants, en évolution de +10,86 % par rapport à 2016 (Calvados : +1,58 %, France hors Mayotte : +2,11 %).
| 1793 | 1800 | 1806 | 1821 | 1831 | 1836 | 1841 | 1846 | 1851 |
| ---- | ---- | ---- | ---- | ---- | ---- | ---- | ---- | ---- |
| 426  | 407  | 508  | 498  | 500  | 537  | 513  | 474  | 417  |

| 1856 | 1861 | 1866 | 1872 | 1876 | 1881 | 1886 | 1891 | 1896 |
| ---- | ---- | ---- | ---- | ---- | ---- | ---- | ---- | ---- |
| 405  | 396  | 371  | 346  | 343  | 303  | 264  | 247  | 232  |

| 1901 | 1906 | 1911 | 1921 | 1926 | 1931 | 1936 | 1946 | 1954 |
| ---- | ---- | ---- | ---- | ---- | ---- | ---- | ---- | ---- |
| 206  | 204  | 201  | 188  | 159  | 193  | 165  | 267  | 286  |

| 1962 | 1968 | 1975 | 1982 | 1990 | 1999 | 2005 | 2006 | 2010 |
| ---- | ---- | ---- | ---- | ---- | ---- | ---- | ---- | ---- |
| 274  | 290  | 318  | 388  | 520  | 633  | 663  | 652  | 666  |

| 2015 | 2020 | 2022 | - | - | - | - | - | - |
| ---- | ---- | ---- | - | - | - | - | - | - |
| 712  | 742  | 796  | - | - | - | - | - | - |

## Culture locale et patrimoine

### Lieux et monuments
- Église Saint-Pierre (XIIe et XIIIe siècles), faisant l'objet d'une inscription au titre des Monuments historiques depuis le 24 janvier 1927[30].

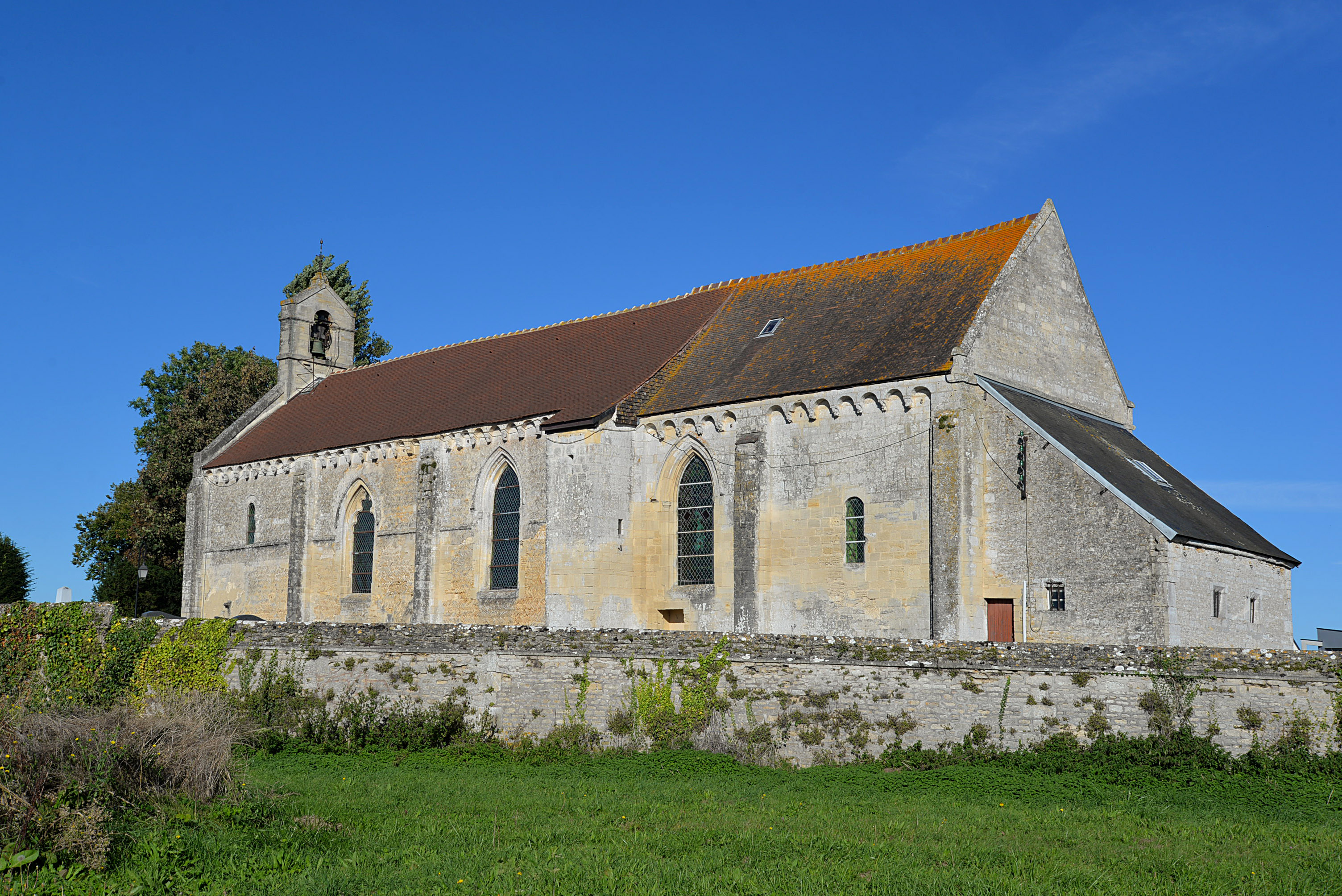
L'église Saint-Pierre.
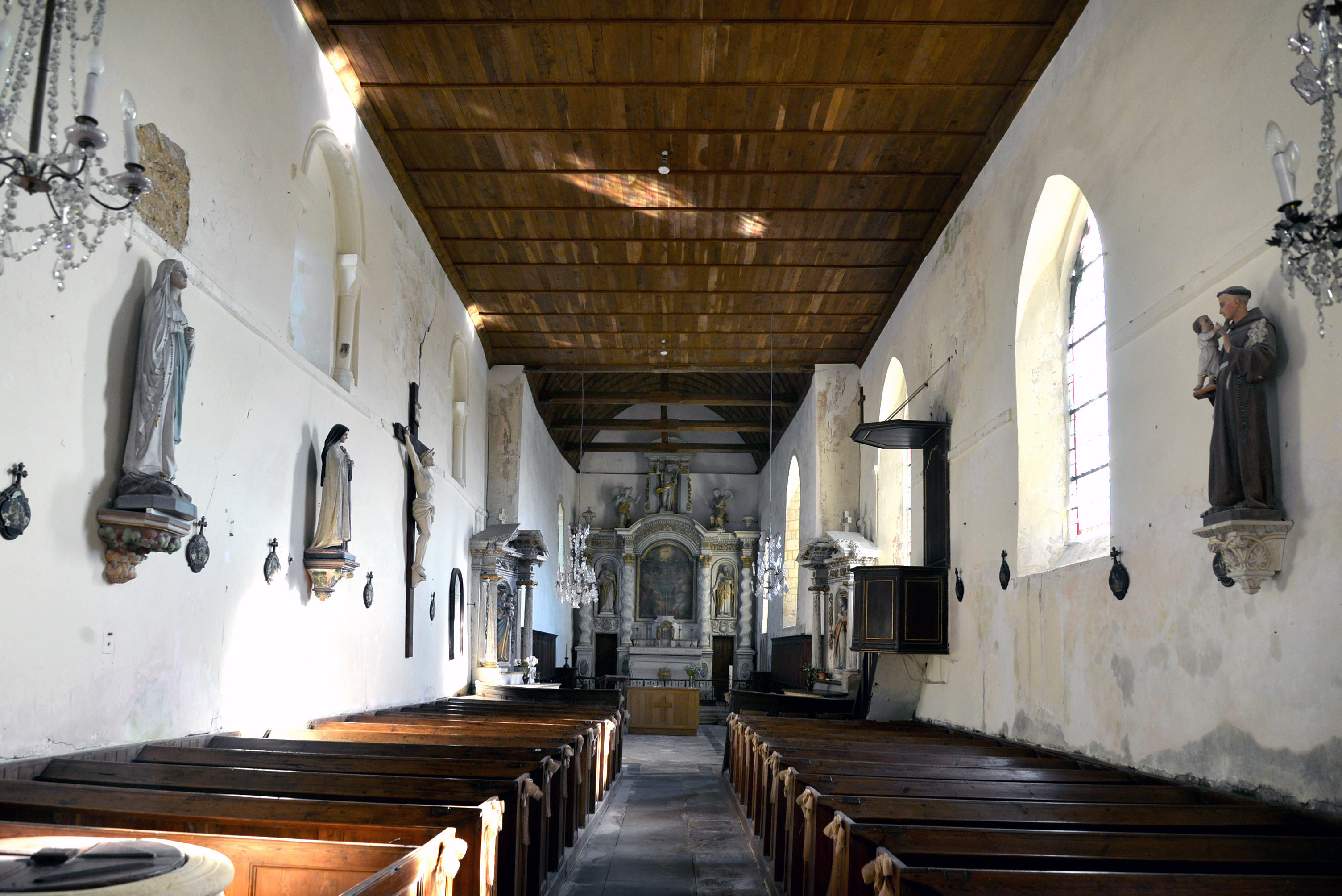
La nef de l'église Saint-Pierre.
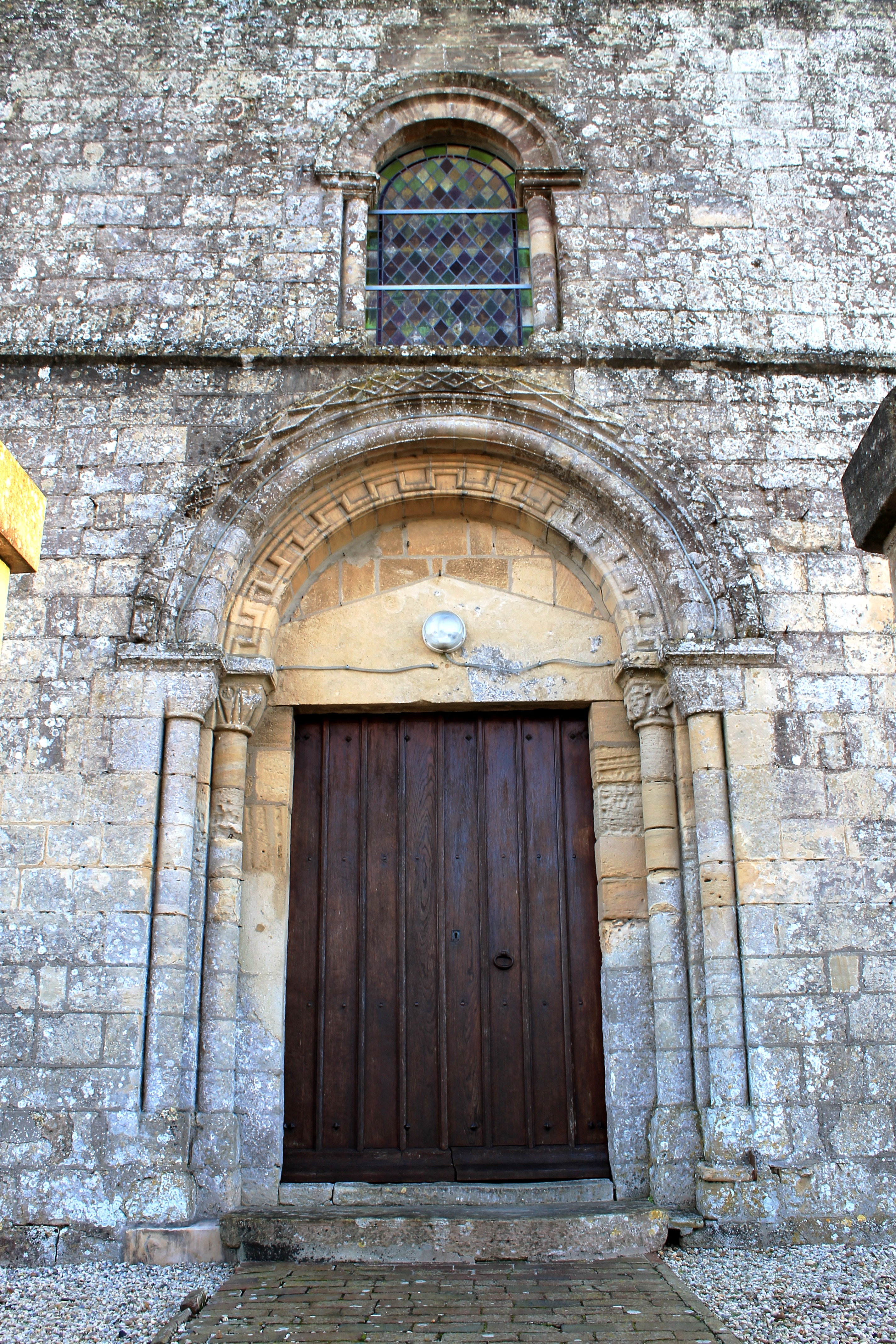
Le portail de l'église Saint-Pierre.
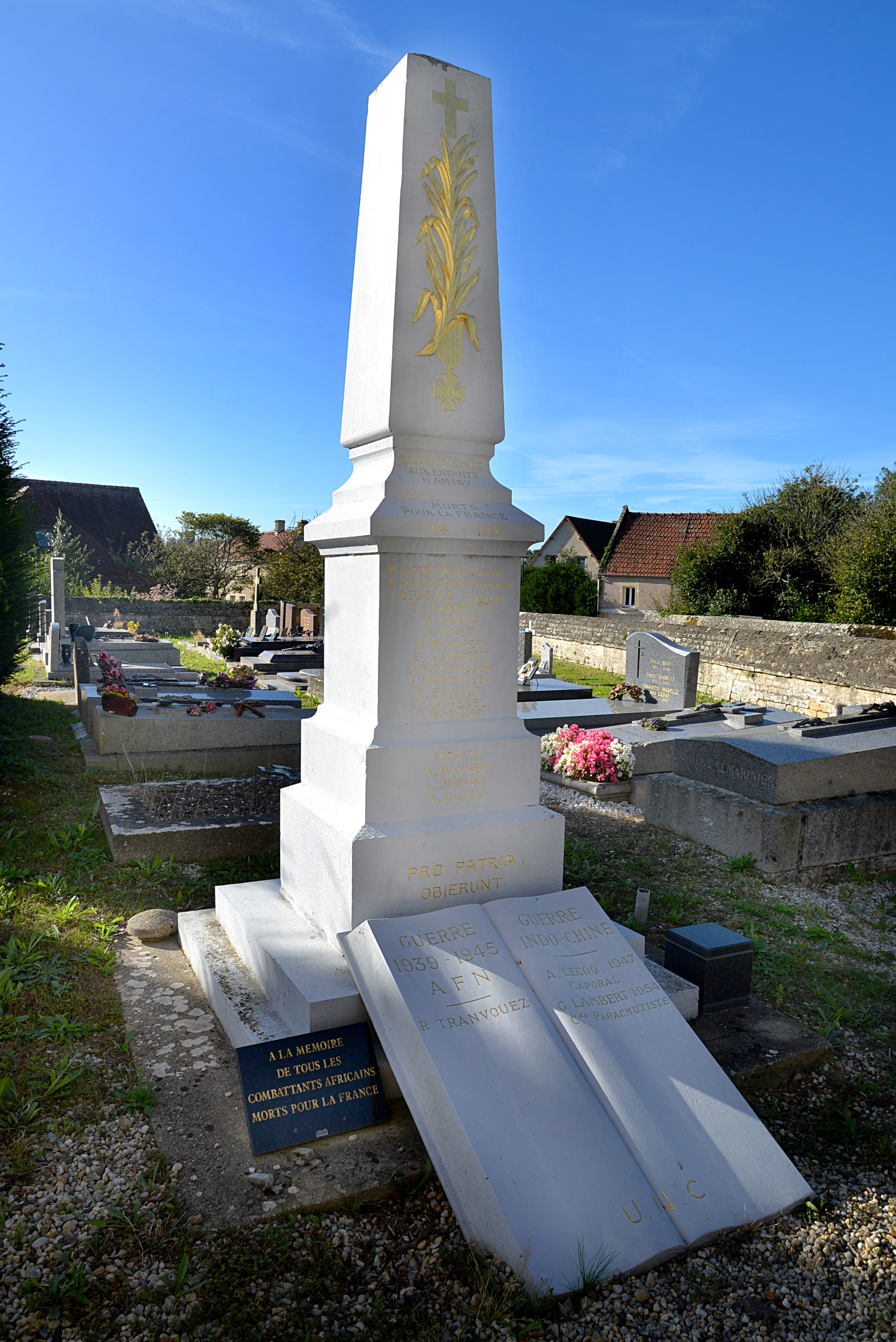
Le monument aux morts dans le cimetière.
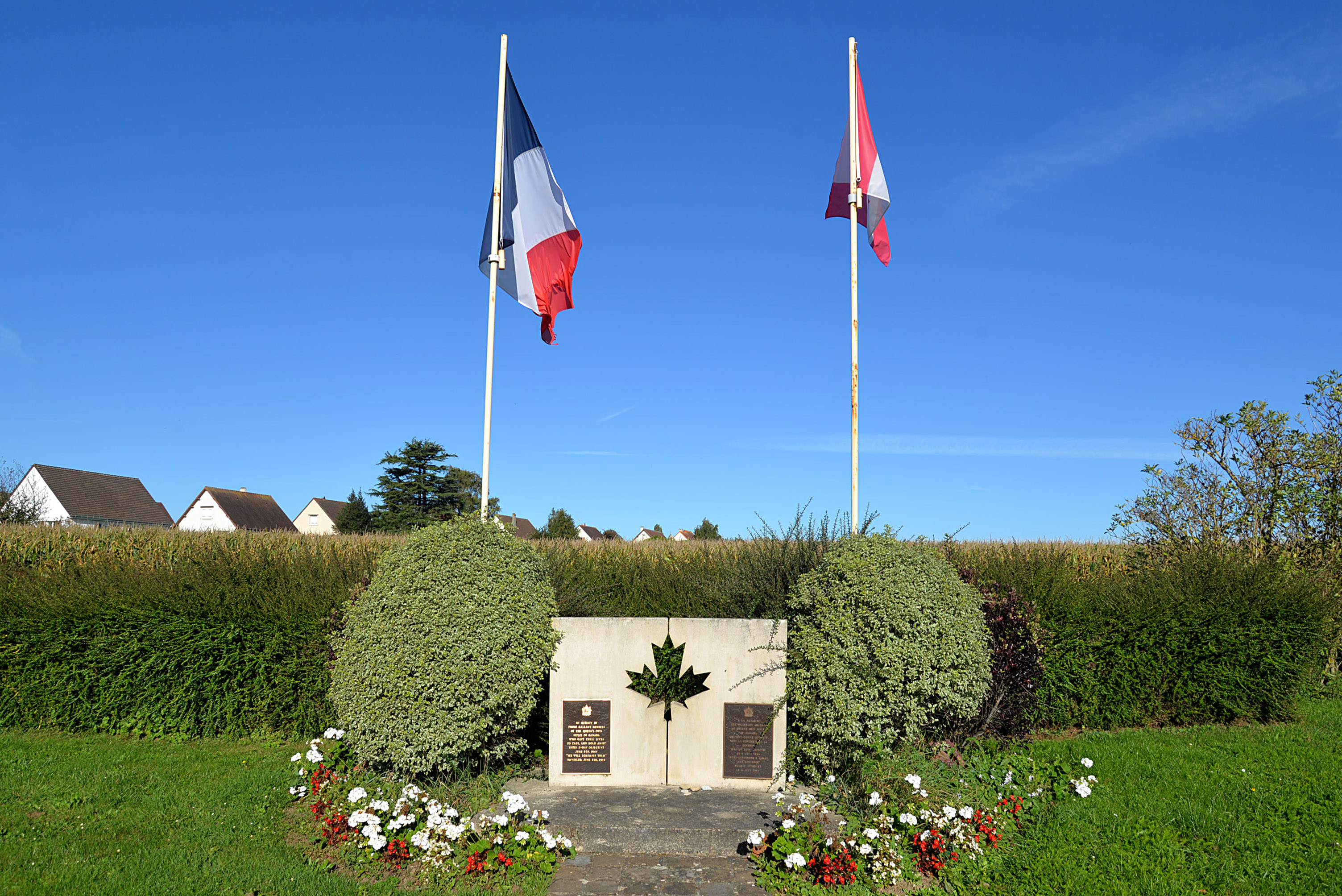
Stèle commémorative 1944.
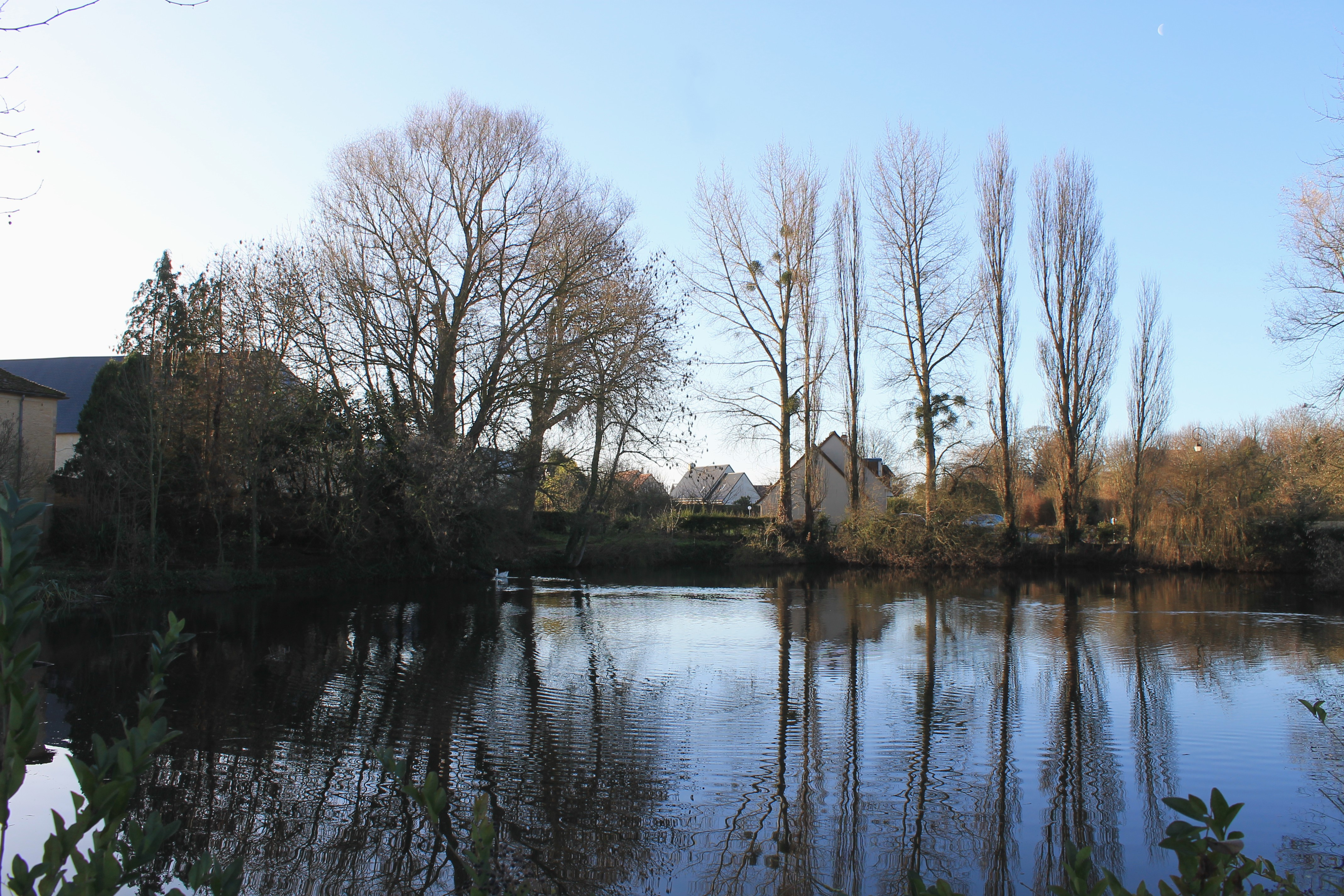
La source du Dan.

### Cartes postales anciennes

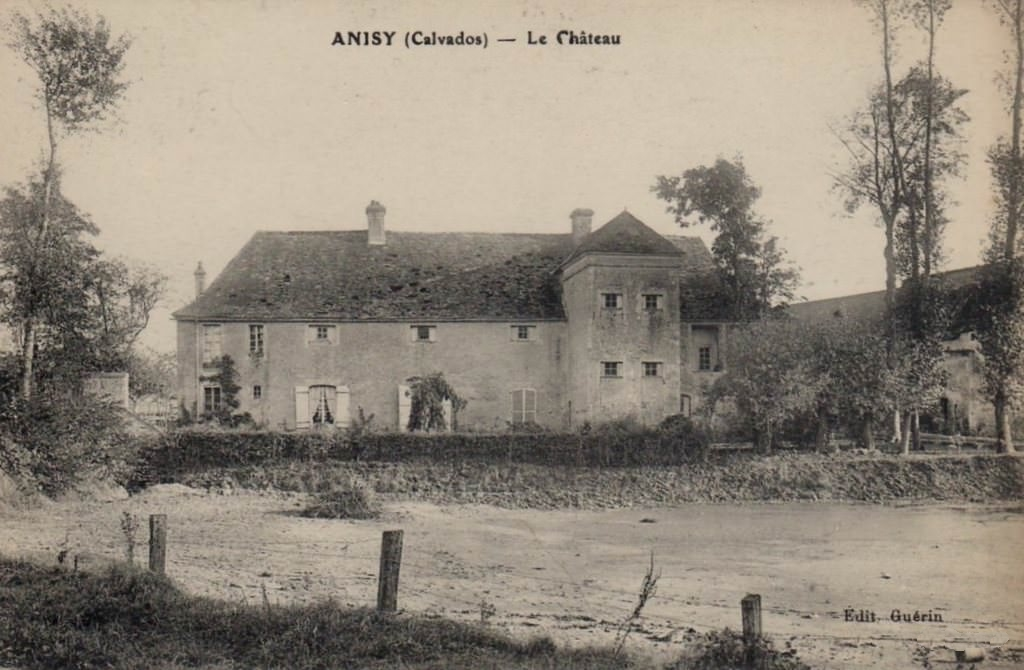
Le château vers 1910.
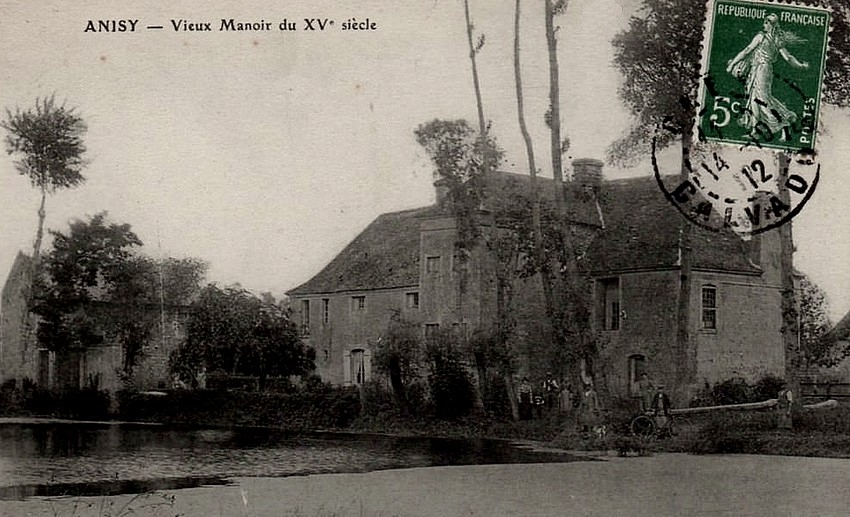
Le château vers 1907
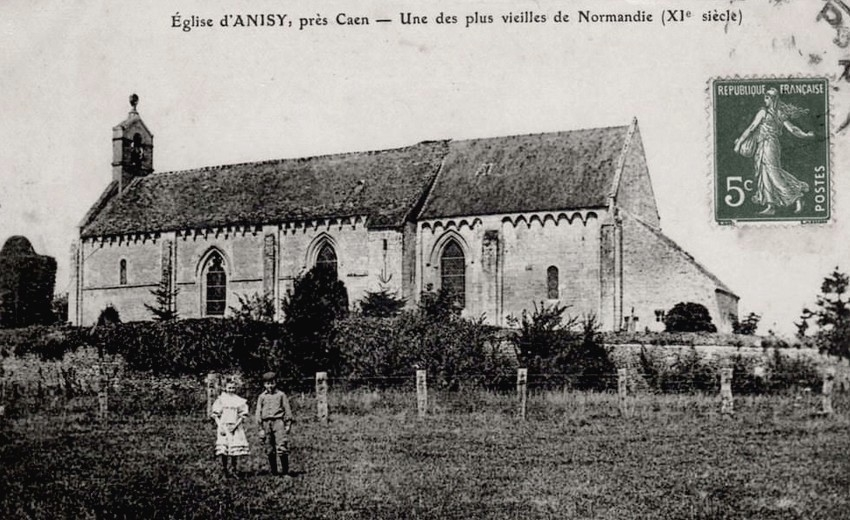
L'église vers 1910.
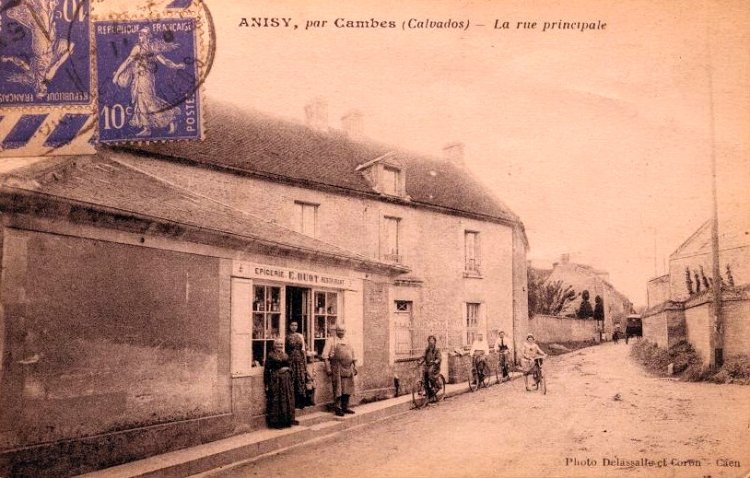
Vue de la rue principale vers 1925.

### Personnalités liées à la commune
- Madeleine Barbulée, actrice française, née le 2 septembre 1910, à Nancy, Meurthe-et-Moselle, Lorraine, France. Elle est décédée le 1er janvier 2001 à Paris et enterrée au cimetière d'Anisy.

### Héraldique
| Blason de Anisy | Blason  | D'argent semé de billettes de sable au lion du même couronné d'or, armé et lampassé de gueules brochant sur le tout. |
| Blason de Anisy | Détails | |